# Langrenus (krater)
Krater Langrenus je udarni krater u blizini istočnog dijela vidljive strane Mjeseca. Okruglog je oblika. Nalazi se na istočnoj obali Mora Plodnosti (Mare Fecunditatis). Promjera je 132 km a dubine 2,7 km. Na jugu, djelomično se preklapa s dvama kraterima: Vendelinusom i manjim Laméom. 
Na zapadu se nalazi rasprostranjen sustav zraka na površini Mjeseca. Unutrašnjost kratera ima veći albedo od okolice, pa se krater ističe kada je Sunce iznad njega. Dno kratera ima puno izbočina.
Tijekom misije Apollo 8, astronaut James Lovell opisao je krater Langrenus ovim riječima

## Vanjske poveznice
- Slika kratera
- Neobična svjetla iznad kratera BBC, opisuje prolazni Mjesečev fenomen